# Rafael Antonio Niño
Rafael Antonio Niño (Cucaita, Boyaca, 11 december 1949) is een voormalig Colombiaans wielrenner, wiens bijnaam El Niño de Cucaita .
Niño heeft de Ronde van Colombia, de belangrijkste wielerronde van Colombia, zes keer gewonnen. Hij heeft ook de Clásico RCN vijf keer gewonnen. Hij is nog steeds recordwinnaar met de meeste zeges in deze twee wielerrondes.

## Tourdeelnames
geen

## Ploegen
- 1970-1971 Cundinamarca A
- 1972
- 1973-1977 Banco Cafetero
- 1978 Benotto
- 1980 Droguería Yaneth A